# Transports en Croatie
Cet article présente diverses informations sur les infrastructures de transport en Croatie.

## Transport aérien
Aéroports internationaux de Croatie :
| Aéroport              | Code IATA | Localisation                                                                     | Site internet |
| --------------------- | --------- | -------------------------------------------------------------------------------- | ------------- |
| Aéroport de Zagreb    | ZAG       | Pleso, 17 km au sud-est de Zagreb, près de Velika Gorica                         |               |
| Aéroport de Split     | SPU       | Kaštela 25 km à l'ouest de Split                                                 |               |
| Aéroport de Dubrovnik | DBV       | Čilipi près de Konavle, 13 km au sud-est de Dubrovnik                            |               |
| Aéroport de Zadar     | ZAD       | 8 km à l'est de Zadar                                                            |               |
| Aéroport de Rijeka    | RJK       | sur l'île de Krk (liaison par un pont), 17 km au sud-est de Rijeka               |               |
| Aéroport de Pula      | PUY       | à l'extrémité Sud de la péninsule d'Istrie, 5 km à l'est de Pula                 |               |
| Aéroport d'Osijek     | OSI       | 20 km au sud-est d'Osijek en Slavonie                                            |               |
| Aéroport de Brač      | BWK       | sur l'île de Brač, à 14 km de la plus belle plage de l'Adriatique, la Corne d'Or |               |

Le principal aéroport de Croatie pour ce qui est du nombre de passagers est l'aéroport de Zagreb. L'aéroport d'Osijek (AITA: OSI) (20 km au sud-est d'Osijek) a été rénové pour accueillir les liaisons régionales.
Les compagnies low-cost suivantes ont actuellement des liaisons régulières avec la Croatie : Germanwings, Hapag-Lloyd Express, Wizz Air, EasyJet et Ryanair.
Des vols saisonniers (pendant l'été) sont proposés par : GB Airways, Norwegian Air Shuttle et TUI. Depuis l'été 2006, Fly Globespan propose des vols de Pula à Édimbourg et Glasgow. Wizz Air introduit à partir de 2006 des vols saisonniers entre Budapest et Split.
Les principales compagnies aériennes classiques sont Croatia Airlines (membre de la Star Alliance), Lufthansa et British Airways.

## Transport routier

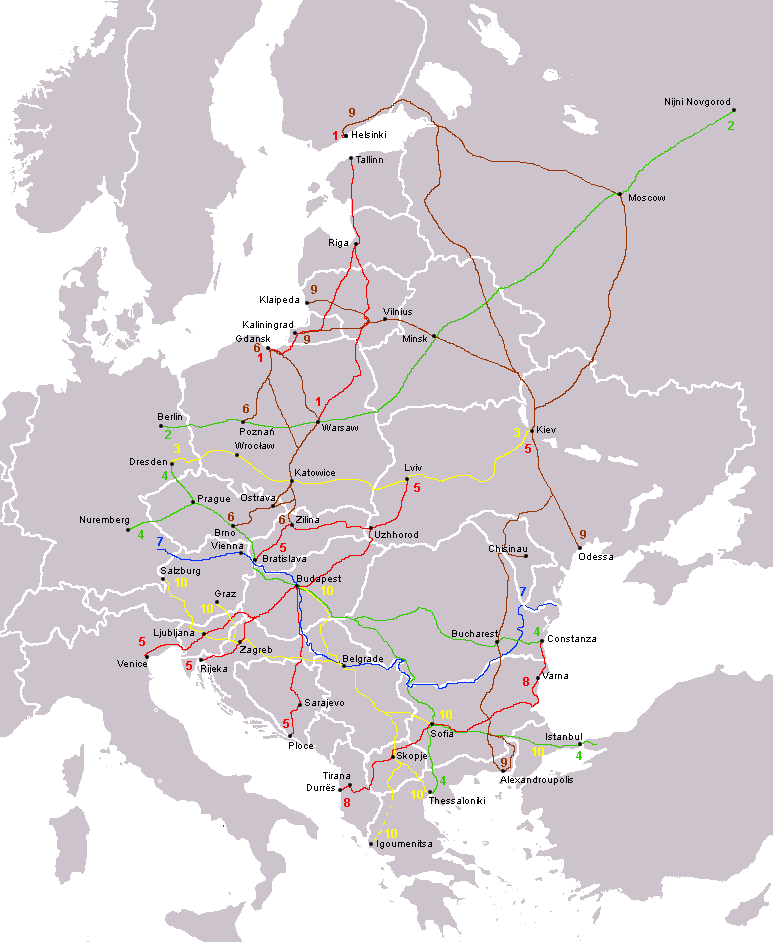
Réseau routier paneuropéennes

### Contexte économique
Les autoroutes croates sont parmi les plus modernes et les plus sûres d'Europe, essentiellement parce qu'elles ont pratiquement toutes été construites après l'indépendance. Le pays connaît une fièvre des autoroutes, car pendant les vingt années précédant l'indépendance, à l'époque de la Yougoslavie communiste, aucun projet ne fut mené à bien. La cause en remonte au printemps croate, quand naquit le rêve de relier les deux plus grandes villes croates, Zagreb et Split, par une autoroute. La réalisation de ce projet fut à l'époque constamment repoussée par le Parti communiste. La construction d'autoroutes est en Croatie un symbole d'unité, de croissance économique et de solidarité, et est donc menée tambour battant.
Les investissements dans les infrastructures autoroutières sont aujourd'hui une priorité, ce qui n'est pas surprenant si l'on considère leur importance stratégique pour la Croatie. La nécessité des investissements est d'autant plus manifeste qu'ils sont déterminants pour le développement du pays et de ses régions, et en particulier pour le développement de ses principales activités économiques. Le ministère des transports croate souligne également que la construction des autoroutes créé des emplois et contribue à l'accroissement démographique croate. La création d'un réseau routier croate moderne a bien sûr un effet positif pour tous, en permettant le transit par les corridors de transport paneuropéens. Les responsables soulignent entre autres que la création d'autoroutes élimine les goulets d'étranglement du réseau de transport, et qu'ainsi la sécurité routière augmente tout en gagnant sur les temps de trajets. Les ports profitent également de cette politique qui les revitalise.
Le tourisme a une grande place dans l'économie croate. De nombreux touristes viennent en Croatie avec leurs propres véhicules. Pour cette raison, et pour stimuler la croissance économique du pays, les autoroutes sont devenues une nécessité pour le développement durable de la Croatie. Le pays possède déjà une densité d'autoroutes respectable pour un état qui doit toujours combattre les suites du communisme et de la guerre d'indépendance. La sécurité a beaucoup d'importance en Croatie. En 2004 prit effet une loi des transports routiers très controversée, prévoyant des mesures drastiques contre l'alcool au volant (0 g par litre de sang) et les conduites dangereuses. De plus, tous les nouveaux tunnels croates doivent respecter de strictes mesures de sécurité et disposer d'une vidéosurveillance, et des centres de contrôle routier modernes doivent être édifiés.

### L'A1, axe Nord-Sud majeur

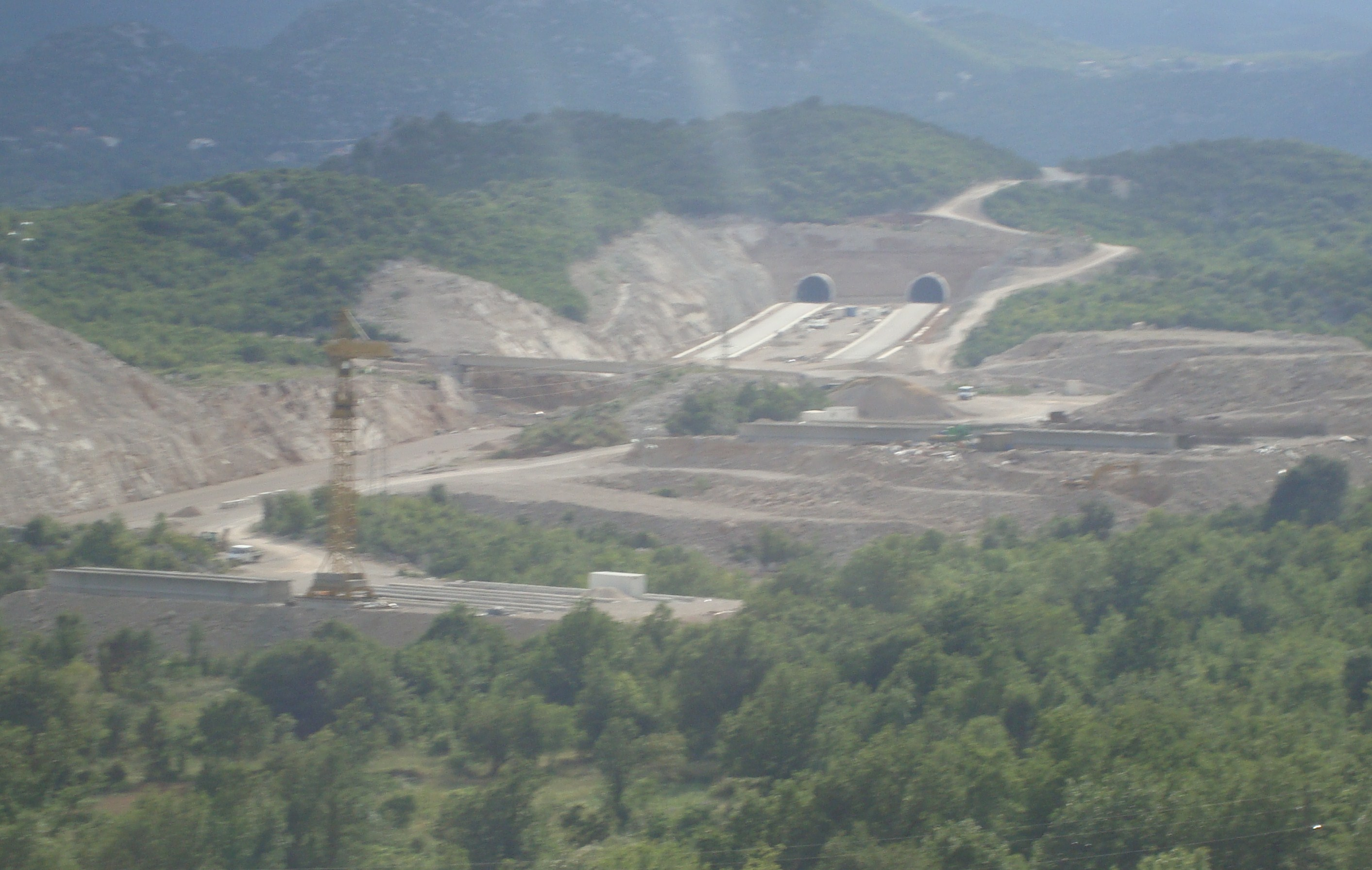
Travaux de prolongement de l'A1.

Les 467 km de l'autoroute de l'A1 Zagreb - Split - Vrgorac (aussi nommée la Dalmatina) est le projet phare du gouvernement croate actuel. Elle est entièrement ouverte depuis le 26 juin 2005, offrant deux fois deux voies partout. L'A1 relie la partie continentale de la Croatie à la Dalmatie méditerranéenne. Le plus important ouvrage d'art est le tunnel de Sveti Rok (5 687 m) à travers le massif de Velebit, qui fait communiquer deux zones climatiques : le climat continental de la Croatie centrale et le climat méditerranéen de la Dalmatie. Le plus moderne et plus long tunnel croate est également sur l'A1. Il s'agit du tunnel traversant la chaîne de montagnes de Mala Kapela (5.780 m).
L'autoroute serpente entre les collines croates, offrant des vues panoramiques, longe la côte dalmate en passant près du célèbre parc national de Krka. Une aire de repos permet d'en avoir une vue remarquable. Achevée jusque Vrgorac, sa prolongation vers Dubrovnik est en cours.

### Autres axes autoroutiers
Dans les prochaines années, toutes les liaisons vers le Nord (Slovénie) seront réalisées par des autoroutes. Depuis juin 2005 il y a des autoroutes entre la frontière slovène près d'Umag en direction de Rovinj, et entre le point frontière de Rupa vers Rijeka. La liaison entre Zagreb, Krapina et la frontière à Macelj, au sud de Maribor, devrait être achevée en mai 2007. Les branches ouest et est de l'Y istrien (voies rapides de l'Istrie) sont ouvertes à la circulation depuis début juin 2005. La dernière partie atteignant Pula a été achevée en 2006. On projette déjà d'équiper ces voies rapides pour en faire des autoroutes.
Le dernier tronçon de l'autoroute A6 entre Rijeka et Zagreb est en service depuis le printemps 2004. Il faudra cependant attendre 2008 pour qu'elle soit entièrement équipée en doubles voies. Dans les prochaines années naîtrons également un grand contournement de Rijeka (second contournement) et la liaison entre Rijeka, Senj et Žuta Lokva pour rejoindre l'A1. Une partie de l'autoroute entre Zagreb et la ville industrielle de Sisak doit être achevée en 2008.
Dans les prochaines années, toutes les régions de Croatie devraient bénéficier de confortables accès autoroutiers. On peut citer la liaison entre Županja (Est de la Slavonie) et la Serbie, ainsi que la construction du corridor paneuropéen 5C entre la frontière hongroise à Beli Manastir, Osijek et la frontière avec la Bosnie-Herzégovine en direction de Sarajevo et plus loin jusqu'au port de Ploče.

### Tunnels et ponts remarquables

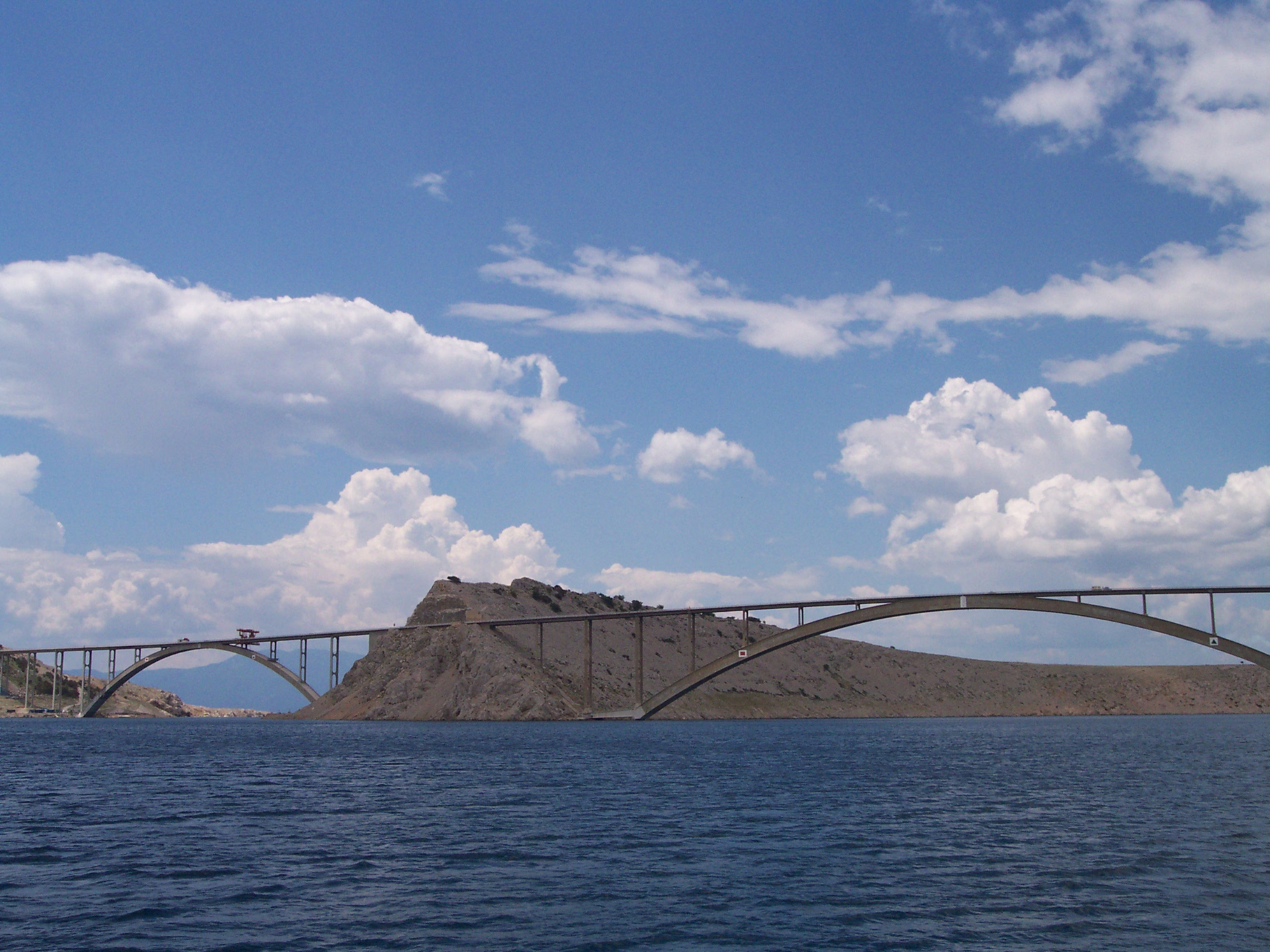
Pont menant à l'île de Krk

D'importants projets de tunnels et de ponts sont programmés en Sud-Dalmatie. Parmi ceux-ci on compte le tunnel de Biokovo près de Makarska sur l'A1, et le plus long pont de Croatie, le pont de Pelješac, entre Komarna par-dessus la baie de Mali Ston et aboutissant sur la péninsule de Pelješac (2 374 mètres de longueur et 55 mètres de hauteur libre pour le trafic maritime). Les travaux de ce pont débutèrent en novembre 2005. Le coût prévu atteint 300 millions d'euros. Le pont permettra d'éviter un passage de dix kilomètres dans le territoire bosniaque par la ville de Neum et reliera ainsi pour la première fois la Sud-Dalmatie au reste de la Croatie. Le passage direct vers la péninsule de Pelješac raccourcira aussi le trajet vers les îles de Korčula et Lastovo de 32 kilomètres.

### Bus

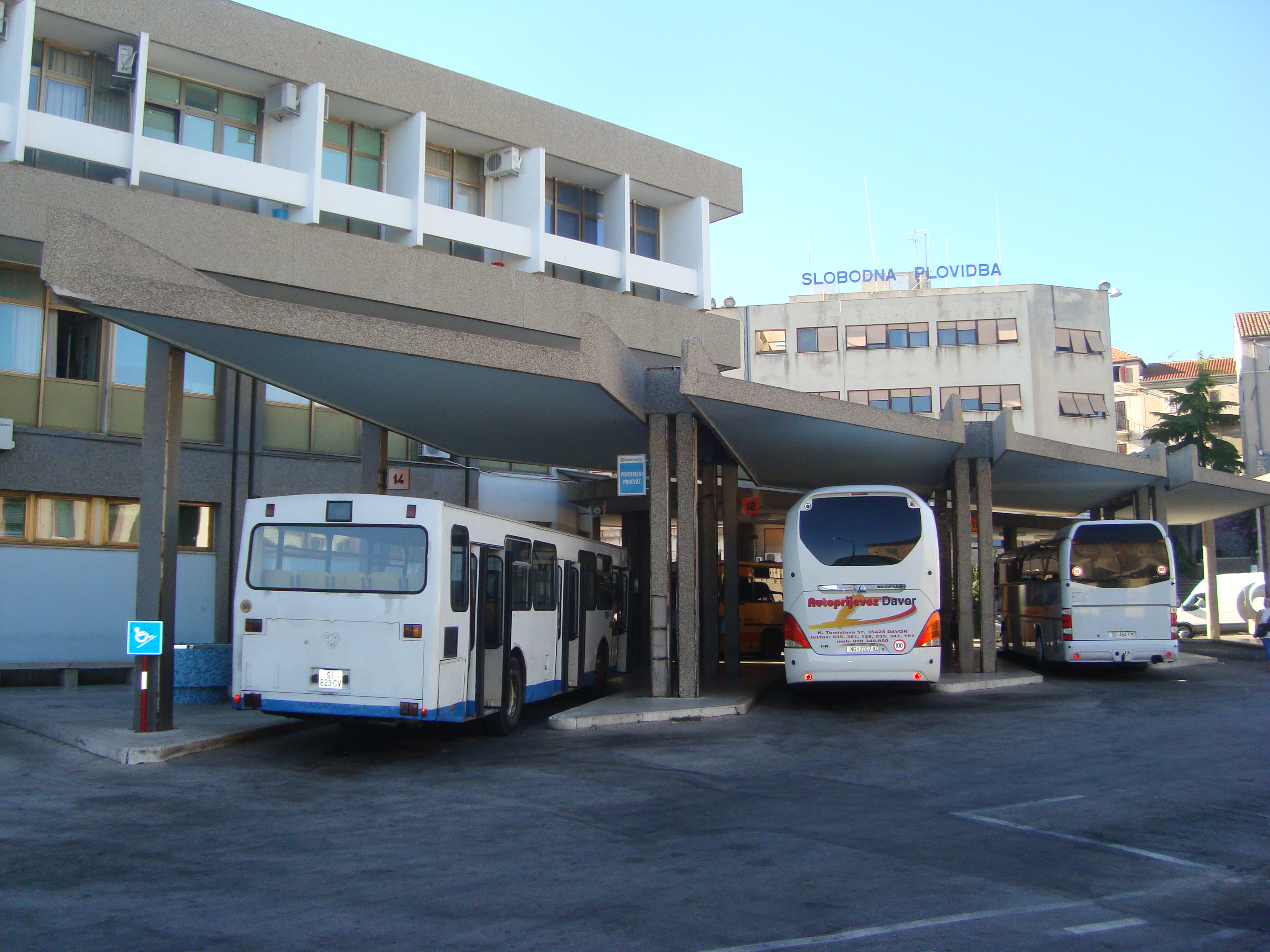
Gare routière de Šibenik.

La Croatie dispose d'un important réseau de bus interurbain. Des gares routières assurent de nombreuses destinations à travers tout le pays.

## Transports navals

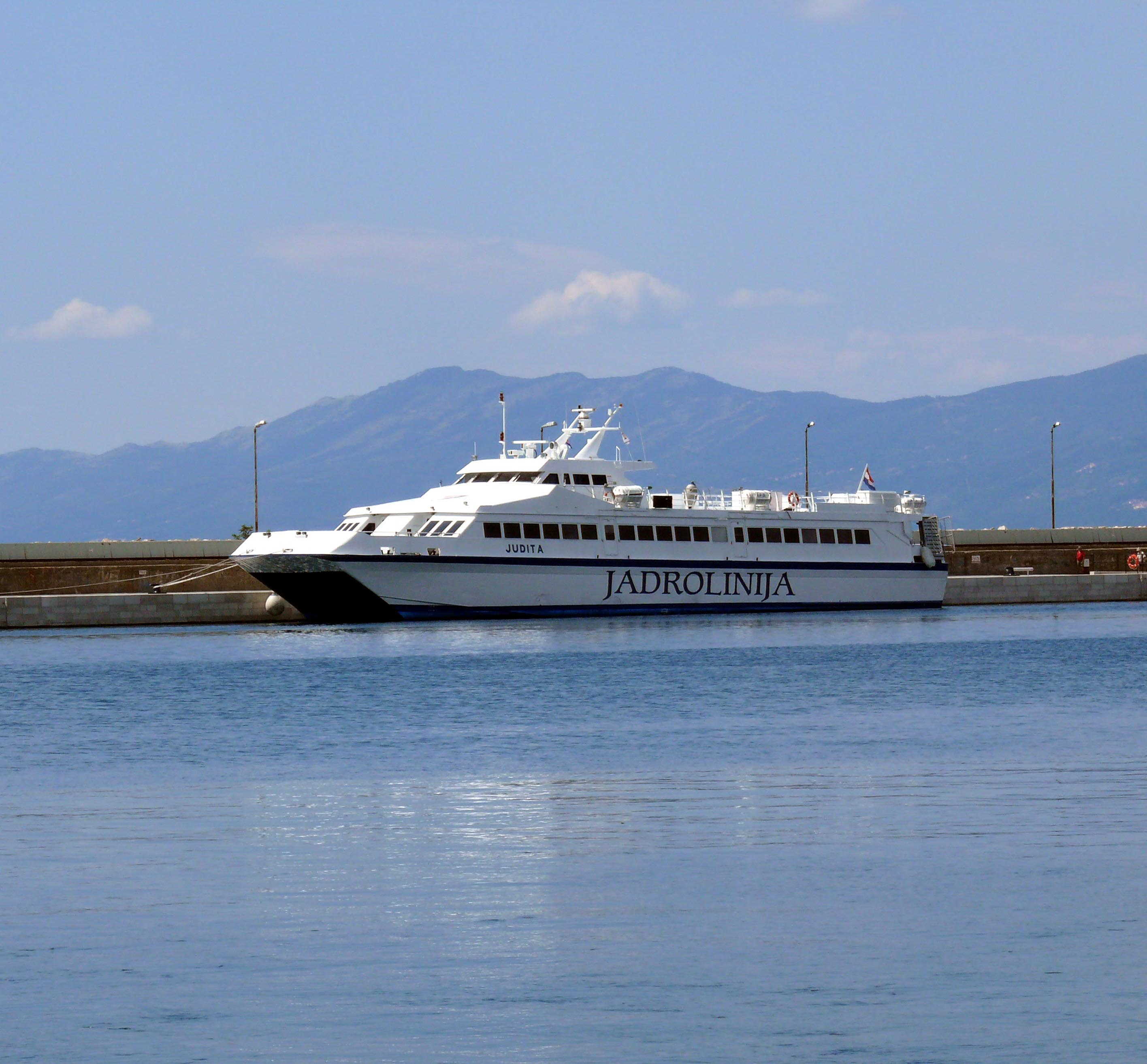
Ferry à Rijeka.